# Mohamed Zarouni
Mohamed Abdelkarim Mohamed Ismail Al Zarouni (født 6. februar 1972 i Dubai, også stavet Alzarooni) er en emiratisk fodbolddommer. Han har dømt internationalt under det internationale fodboldforbund FIFA siden 2002.
Han har dømt under den regionale liga såvel som AFC Champions League, og den den asiatiske kvalifikation til VM 2014.